# Петриковский десант
Петриковский десант 29 июня 1944 года — тактический речной десант, высаженный катерами Днепровской военной флотилии в ходе Белорусской наступательной операции Великой Отечественной войны.

## План операции
С 22 июня 1944 года советские войска 61-й армии (командующий генерал-лейтенант П. А. Белов) 1-го Белорусского фронта (командующий Маршал Советского Союза К. К. Рокоссовский) в рамках Белорусской стратегической наступательной операции вели наступление в бассейне реки Припять в общем направлении на Пинск. Их действия поддерживали катера Днепровской флотилии (командующий флотилией капитан 1-го ранга В. В. Григорьев), тесно взаимодействовавшие с сухопутными частями.
В районе районного центра Гомельской области города Петрикова на правом берегу Припяти немецкие войска 2-й армии (командующий генерал-полковник Вальтер Вайс) группы армий «Центр» предприняли попытку задержать продвижение советских войск.
Для скорейшего овладения этим крупным населённым пунктом было решено высадить в город тактический десант одновременно с ударом 55-й стрелковой дивизии 89-го стрелкового корпуса 61-й армии.

## Ход операции
Высадка производилась силами дивизиона бронекатеров 2-й бригады речных кораблей под командованием капитан-лейтенанта И. П. Михайлова. Десантный отряд следовал на 3-х бронекатерах, поход и высадку обеспечивали два полуглиссера. Десант был принят на борт 28 июня в районе деревни Новосёлки (стрелковая рота, 290 человек) и с наступлением темноты направился к Петрикову. Катерам удалось скрытно пройти по реке с берегами, занятыми немецкими войсками. С приближением десанта к Петрикову советская артиллерия нанесла мощный удар. Катера на большой скорости прорвались к центру города и успешно высадили десант на пристань и прилегающие к берегу реки улицы. Одновременно начали атаку сухопутные части. Комбинированным ударом с двух сторон в ночном бою Петриков был в течение нескольких часов освобождён.

## Итог операции
Войска 89-го стрелкового корпуса продолжали преследовать противника, отступавшего вдоль Припяти к Дорошевичам. Успешное взаимодействие армии и флотилии позволило поддерживать высокие темпы наступления.